# Jean Jacques Félix Sirieys de Mayrinhac
Pour les articles homonymes, voir Sirieys.
Jean Jacques Félix Sirieys de Mayrinhac est un homme politique français né le 21 octobre 1775 à Saint-Céré (Lot) et décédé le 30 novembre 1831 à Figeac (Lot).

## Biographie
Fils d'émigrés, il est emprisonné comme suspect sous la Terreur. Maire de Saint-Céré sous le Premier Empire, il est destitué lors des Cent-Jours. Il est député du Lot de 1815 à 1816 et de 1820 à 1830, siégeant dans le groupe des Ultras.
Il est nommé conseiller d’État et directeur général de l'Agriculture et des haras de 1824 à 1828, puis directeur du personnel du ministère de l'Intérieur en 1830. Il démissionne en août 1830, pour ne pas prêter serment à la monarchie de Juillet.

## Sources
- Ressources relatives à la vie publique :   - base Léonore
  - Base Sycomore
- Notices d'autorité :   - VIAF
  - ISNI
  - BnF (données)
  - IdRef
- « Jean Jacques Félix Sirieys de Mayrinhac », dans Adolphe Robert et Gaston Cougny, Dictionnaire des parlementaires français, Edgar Bourloton, 1889-1891 [détail de l’édition]